# Кашка-Суу (Ошская область)
Кашка-Суу (кирг. Кашка-Суу) — село в Чон-Алайском районе Ошской области Кыргызстана. Административный центр Кашка-Сууского айылного аймака.

## География
Село расположено в юго-западной части области, в высокогорной зоне, на правом берегу реки Кызылсу, вблизи места впадения в неё реки Кашка-Суу, на расстоянии приблизительно 38 километров (по прямой) к востоко-северо-востоку от села Дараут-Курган, административного центра района.

## Население
Согласно оценочным данным Национального статистического комитета Кыргызской Республики, численность населения села на начало 2023 года составляла 3673 человека.
| год     | 2009 | 2014 | 2015 | 2020 | 2021 | 2023 |
| ------- | ---- | ---- | ---- | ---- | ---- | ---- |
| человек | 3005 | 4171 | 4386 | 4335 | 3468 | 3673 |